# IC 5223
IC 5223 је галаксија у сазвјежђу Пегаз која се налази на листи објеката дубоког неба у Индекс каталогу.
Деклинација објекта је + 7° 59' 21" а ректасцензија 22h 29m 44,7s. Привидна величина (магнитуда) објекта IC 5223 износи 14,6 а фотографска магнитуда 15,4. IC 5223 је још познат и под ознакама UGC 12055, CGCG 404-19, NPM1G +07.0480, PGC 68988.